# Пинхас (недельная глава)

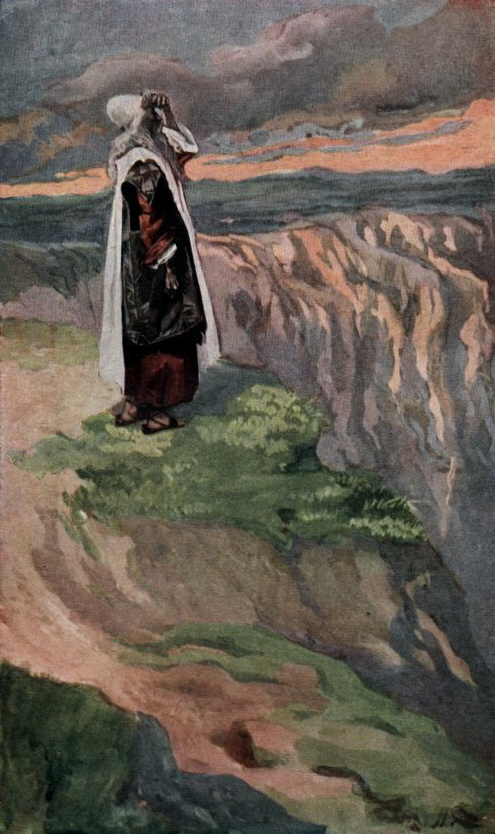
Моше издалека рассматривает землю обетованную. Акварель нарисована Джеймсом Тиссо между 1896 и 1902 годами.

Пинхас (ивр. פִּינְחָס‎) — одна из 54 недельных глав-отрывков, на которые разбит текст Пятикнижия (Хумаша). 41-й раздел Торы, 8-й раздел книги Чисел.

## Краткое содержание
В награду за то, что Пинхас, внук Аарона, возревновав за Всевышнего, убивает Зимри, главу колена Шимона, и мидьянскую принцессу Косби, Б-г заключает с ним союз мира и дарует ему первосвященство. После очередного исчисления еврейский народ насчитывает 601730 мужчин в возрасте от 20 до 60 лет. Моше получает указания о том, как Святая Земля должна быть по жребию разделена между коленами и семействами Израиля.
Пять дочерей Цлофхада обращаются к Моше с прошением дать им удел их отца, который умер, не оставив после себя сыновей. Бог принимает их просьбу и даёт законы о наследовании, включающие в том числе и ситуацию дочерей Цлофхада. Моше назначает Йеошуа своим преемником, который должен будет привести евреев в Землю Израиля.
Глава завершается подробным описанием ежедневных жертвоприношений, а также дополнительных жертв, приносимых в Шаббат, Рош-Ходеш и в праздники Песах, Шавуот, Рош ха-Шана, Йом-Киппур, Суккот и Шмини-Ацерет.